# Viktoria Gerner
Viktoria „Viga“ Anna Gerner (* 22. April 1989) ist eine liechtensteinische Fussballspielerin.

## Karriere

### Vereine
Aus der Jugend des FC Triesen hervorgegangen, rückte Gerner zur Saison 2004/05 in die Erste Mannschaft auf. Nach 17-jähriger Vereinszugehörigkeit wechselte sie zur Saison 2021/22 zum seinerzeitigen Drittligisten FC Wil in die Schweiz. Am Saisonende stieg sie mit ihrer Mannschaft in die Nationalliga B auf. In dieser Spielklasse debütierte sie am 20. August 2022 (1. Spieltag) bei der 1:3-Niederlage im Auswärtsspiel gegen den FC Zürich U21 und erzielte mit dem Anschlusstreffer zum 1:2 in der 73. Minute, acht Minuten nach ihrer Einwechslung, sogleich ihr erstes Tor. In einem Teilnehmerfeld von zehn Mannschaften belegte sie mit ihrer Mannschaft den fünften Platz, für die sie in zehn Punktspielen eingesetzt wurde und zwei Tore erzielte.

### Nationalmannschaft
Im ersten offiziellen Länderspiel der A-Nationalmannschaft am 11. April 2021 in Eschen bei der 1:2-Niederlage gegen die Nationalmannschaft Luxemburgs gehörte sie der Mannschaft an und erzielte mit dem Treffer zur 1:0-Führung in der 35. Minute auch das erste Länderspieltor. In zwei weiteren Testspielen gegen die Nationalmannschaft Gibraltars am 24. und 27. Juni 2021 jeweils im Freizeitpark Widau in Ruggell wurden mit 4:1 und 2:1 die ersten Siege erreicht. Gerner erzielte im ersten Vergleich das Tor zum 2:0 in der 29. Minute und im zweiten Vergleich das Tor zum 1:0 in der 40. Minute. Gerner war in den ersten Länderspielen die Spielführerin der Mannschaft, bis sie von Eva Fasel (FC Triesen) abgelöst wurde.